# 内蒙古历史
内蒙古阴山一带远古人类活动，有悠久历史。1973年在呼和浩特东北发现的距今50万年前的“大窯文化”发生于与北京周口店北京人同一时期的旧石器时代初期至晚期。内蒙古得名于蒙古族，内蒙古东北部与蒙古国东部交界处的额尔古纳河畔是蒙古族的主要发源地。
《旧唐书》有“蒙兀室韦”，“蒙兀” 与“蒙古”是同名异译，在蒙古语中意为“永恒的火焰”。“蒙古”最初只是蒙古高原诸部落中的一个部落的名称，由成吉思汗逐渐征服高原各民族后才演变成了今天这个民族的共同名称。蒙古统一草原形成前，各民族的历史渊源、人种、语言并不相同。今天的内蒙古自治区成立于1947年，其面积较大，东西跨度也大，历史上较少处于一个行政区内。东部至辽东塞外，与东北亚古老民族如夫余、漢族、濊貊、高句丽接壤，包括今西拉木伦河、西辽河流域、科尔沁草原和呼伦贝尔草原，为东胡等民族的活动范围；中部塞外今锡林郭勒盟为匈奴，東胡等族的势力范围；西部包括今巴彦淖尔高原、阿拉善盟境内的沙漠地区和额济纳河流域等地，与西北民族氐、羯、突厥以及一些塞种部落等渊源较深。

## 史前内蒙古
- 5000多年前，内蒙古南部的河套地區已经是仰韶文化的分布范围[1]。另見遼河出土的紅山文化。

## 傳疑時期與史料中的部落
- 春秋战国之前，一些北方的游牧民族，如匈奴和东胡人在今天内蒙古的東四盟地区游牧生活。
- 据史记记载夏桀的儿子淳维在夏朝灭亡后北逃建匈奴[2]，史记还笼统的介绍了淳維北遁后匈奴千余年的历史[3]。
- “东胡”一名最早见于成书年代可能是先秦的《逸周书》，《逸周书·王会篇》提到“东胡黄罴 山戎戎菽”，考证认为，早在商初东胡就活动在今東四盟地區。在西辽河与西拉木伦河流域发掘的东胡人墓葬被认为是对上述说法的旁证。

### 漠南漢族及其先民活動
- 戰國 后期，燕国、赵国、秦国的领土已经拓展到今天的内蒙古地区，陰山山脈併入華夏政權版圖之內。
- 战国时代的赵国国君赵武灵王推广“胡服骑射”，打败林胡、樓煩这两个游牧民族之后，在今呼和浩特托克托县建云中城。“赵长城”经过呼和浩特北面的大青山。
- 燕将秦开击败东胡之后，构筑“燕北长城”，在今内蒙古赤峰市南建右北平部，治所在宁城。[4]东胡之后往北迁移。
- 秦国的北部领土已经拓展到今天的内蒙古地区，成为西部霸主。

## 匈奴時期
- 匈奴冒顿单于在夺取单于之位后，公元前206年滅了東胡，统一了现在的蒙古草原，建立了强大的匈奴帝国。并对秦朝产生威胁。匈奴帝国疆域十分广阔，疆域最东达到辽河流域，最西到达葱岭（现帕米尔高原），南达秦长城，北抵贝加尔湖一带。内蒙古地成为了匈奴与中原王朝争夺的焦点。
- 东胡被匈奴冒顿单于击败，馀部聚居乌桓山和大鮮卑山，形成后来的乌桓族与鲜卑族。从此东胡的名字从历史上消失。乌桓山和大鮮卑山都在今天的内蒙古境内。东汉末年，乌桓部落被曹操攻克，乌桓山便不见于史籍。
- 匈奴势力期間兩次分裂成北匈奴和南匈奴，其中北匈奴逐漸北迁、西迁。南匈奴逐漸內徙，后在五胡亂華期間被消滅。

### 漠南秦漢帝國活動
- 秦始皇修筑万里长城，连接和增建加固从前各国的长城，以防御匈奴。陰山山脈南部，如云中郡，是边防重镇。
- 兩漢时修築漢長城並且对匈奴的三百战争最終取胜，漢朝全盛時，在今天的漠南地区置五原郡、朔方郡，辖境相当于今巴彦淖尔市、包头市和鄂尔多斯市一带。著名将领吕布就出生于此。

王莽建立新朝后，中原政权与匈奴的关系逐渐恶化。王莽派人收回“匈奴单于玺”、改赐“新匈奴单于章”，禁止乌桓归降匈奴、向匈奴缴税，下令改“匈奴单于”为“降奴单于”，引起匈奴单于不满。王莽将北方的很多地名改成带有歧视匈奴意味的地名，如五原郡改为获降郡、云中郡改为受降郡、定襄郡改为得降郡、咸宜县改为艾虏县、云中县改为远服县等。始建国三年，王莽下令将呼韩邪单于的十五位子孙封为单于。匈奴单于大怒，开始派兵骚扰新朝北部，抢夺财物，杀死官员，掳掠人口。次年，王莽又处死了在长安陪侍的匈奴单于之子。北部边疆连年动荡，很多边民逃入内地成为奴婢。:138-141更始三年，更始政权灭亡，匈奴立卢芳为汉帝。卢芳依靠匈奴和李兴等势力，逐步夺取了五原、朔方、云中、定襄、雁门五郡。卢芳与匈奴均曾派兵南下骚扰东汉。光武帝一面派杜茂镇守北疆、修缮边防，另一面逐步瓦解卢芳政权。因卢芳诛杀李兴，朔方、云中两郡太守归降东汉，光武帝令两人仍任原职。因为无法攻下云中郡、部属涣散，卢芳逃往匈奴，东汉从而重新控制了五原等五郡。:141-143蒲奴继位为单于后，比因没能登位而怀恨在心，两人矛盾激化。适逢漠北连年旱灾、蝗灾，匈奴经济困难，蒲奴担心东汉趁机进攻，派使者南下请求和亲。比也派人出使汉朝，献上匈奴地图，请求归附东汉。不久，八部大人拥立比为呼韩邪单于，匈奴分裂为南匈奴和北匈奴。南匈奴效法旧约向汉朝称臣、派单于儿子入侍。光武帝允准南匈奴内迁，东汉派将领带兵卫护单于:143-146，设置匈奴中郎将:152。后来，东汉设度辽将军领兵驻守五原郡，负责平息叛乱、防范北匈奴与南匈奴勾结，后来还兼管平息乌桓、鲜卑、羌等部族的反叛。:152-153北匈奴也有不少人南下归降汉朝，汉朝将他们安置在北部边境的郡县，在北地、朔方等郡与汉民杂居。南匈奴协助东汉与北匈奴作战。东汉三次北伐击败北匈奴后，北匈奴政权瓦解，余部西迁。汉顺帝时代，将西河郡、上郡、朔方郡三郡治所由今内蒙古、陕西交界一带内迁至汾水流域，匈奴人继续南迁。:143-146东汉末年，汉地农民起义频繁，边疆局势也很动荡。鄂尔多斯高原、额济纳河流域的羌人三次起义，东汉艰难地平息了叛乱。后来，匈奴、乌桓、羌、鲜卑等族多次起兵攻击东汉边境，东汉不得已迁移了西河郡、上郡、朔方郡的治所。张奂、李膺等人率领东汉军队几次平叛。然而，到汉献帝时内蒙古中、西部已经脱离汉朝控制，成为匈奴、鲜卑、乌桓、羌等部族的牧场。曹操撤销五原、朔方、云中、定襄等郡，在山西北部整合为新兴郡。:154-157

## 鮮卑柔然時期
- 鲜卑起源于辽东塞外鲜卑山，后主要活动于内蒙古东部科尔沁右翼中旗哈古勒河附近。内蒙古是两晋南北朝时期胡人迁入中原的主要发起地之一。4世紀西晉滅亡後，鲜卑陸續在今天的中国北方建立前燕、代國、後燕、西燕、西秦、南凉、南燕及北魏等國，而漠北則由鮮卑別支柔然稱霸。
- 439年拓跋鮮卑人建立的北魏統一北方，之後時常與柔然發生衝突。而後北魏經歷六镇之乱後分裂成东魏、西魏，東魏、西魏隨後也分別被北齐、北周所篡。最後北周統一華北，於581年因楊堅篡位而亡。稱霸塞北的柔然汗國也於552年為突厥汗国所滅。

## 突厥汗國時期
- 北齐、北周和隋唐时突厥势力左右蒙古高原。
- 隋开皇十九年（599年），東突厥突利可汗在突厥内战中战败只身南下归附隋朝，隋文帝册封突利可汗为启民可汗.在隋朝的大力扶持下，突厥启民政权在内蒙古建立。这个政权直辖于隋朝中央政府。隋朝与启民政权保持着密切的宗藩关系和使臣往来。隋炀帝曾先后两次亲自出塞北巡，开中原王朝皇帝亲临塞北藩属政权巡视的先例。[6]
- 隋大业七年（611年），西突厥處羅可汗亦降隋。隋朝短暂地控制了大约今内蒙古全境。
- 突厥頡利可汗南下侵唐，迫使唐結渭水之盟。

### 漠南唐帝國活動
- 唐太宗时，突厥颉利可汗的牙帐在定襄（今内蒙古清水河县林格尔北土城子古城），貞觀四年（630年）正月，唐将李靖率率三千精騎夜袭阴山趁黑夜攻下頡利可汗的牙帳所在地，迫使颉利可汗逃遁铁山（今内蒙古白云鄂博矿区），貞觀四年（630年）三月頡利被俘，東突厥亡。唐軍把頡利帶到長安，颉利可汗后投降唐朝，老死长安。
- 唐朝在突利可汗故地设置顺、祐、化、长四州都督府，颉利可汗故地置定襄都督府、云中都督府。646年，唐朝联合回纥等铁勒部落，击灭薛延陀。由燕然都护府管理铁勒故地，治所在阴山之麓（今内蒙古杭锦后旗），辖境东到大兴安岭、西到阿尔泰山、南到戈壁、北到贝加尔湖的整个蒙古高原。650年，唐朝军队俘车鼻可汗，突厥故土尽为唐有。唐高宗设瀚海都护府（后改为单于都护府），治所在云中故城（今内蒙古和林格尔西北土城子），领狼山、云中、桑干三都督、苏农等二十四州。五代初年，契丹入侵，916年，契丹占领云中故城，单于都护府废除。
- 唐代天寶元年（742年）將雲州改為雲中（今山西大同市），轄境約是今日的今內蒙古土默特右旗以東，大青山以南，卓資縣以西，黄河南岸及长城以北。乾元元年（758年）雲中再改為雲州。

## 回鹘汗國時期
- 唐安史之亂后，内蒙古地区西部为回鹘控制，以明教为國教。东部为兴起的契丹人的势力范围。

## 契丹國時期
- 五代十国初柔然人的一支后裔契丹人耶律阿保机于907年创立了契丹部族政權，916年建立契丹國，947年更國號為大遼，期間在今内蒙古赤峰市巴林左旗附近建立了蒙古草原上的第一个都城上京。辽代的“丰州”为今呼和浩特市附近。

## 金帝國統治時期
- 辽被金灭亡之后，蒙兀室韋人的一個小小分支的后裔蒙古人进入这一地区，金代的戈壁以南大部地区还是属于金国的统治范围。在雲中一帶生活的是突厥分支的汪古，负责守卫金界壕。

## 蒙古與元帝國時期
- 1206年成吉思汗建立了大蒙古国，54年之後元世祖忽必烈在中原建立了元朝。忽必烈迁都大都前的上都（开平城）就在今内蒙古的锡林郭勒盟正藍旗境內，多伦县西北闪电河畔。
- 蒙古高原北部鄂尔浑河谷是初期蒙古帝国的核心地，帝国初期首都就在漠北的哈拉和林。1260年，蒙哥汗死後，留守首都的阿里不哥被蒙古本土的貴族推舉為大汗，据有漠北。而忽必烈聞訊后，也在開平也自立为大汗，据有漠南。雙方遂展開激烈內戰，歷時四年之久。1264年阿里不哥力竭投降，忽必烈把他幽禁，不久逝世，或謂遭忽必烈毒殺。漠北，漠南尽为忽必烈所有。
- 由于忽必烈的政治﹑军事和经济力量的基础都在漠南地（今内蒙古）﹐因此不再以哈拉和林为都城﹐而迁都于燕京，并改称大都。由于政治中心南移﹐漠北置和林宣慰司都元帅府镇守。后改为岭北等处行中书省，省会和林，管辖范围大概为今内蒙古北部、蒙古国全境、西伯利亚南部。而今天内蒙古东部的呼伦贝尔市，通辽市属于辽阳等处行中书省，西部一部分土地属于甘肃等处行中书省，中部一小部分直辖于行中书省。

## 後蒙古汗國時期
- 明朝成立后元朝残余势力退回塞外称为北元，1388年北元覆亡之後而分裂出來的韃靼和瓦剌活動在戈壁沙漠以北，南部则是明軍对抗蒙古的前线。这些蒙古政权被统称为明代蒙古。因不同蒙古部族的分裂，「蒙古人是散居且分為這麼多的部族，想平定所有這些群體是不切實際的。而且明代蒙古人很少與中國進行大規模的交戰。小群軍隊在與明朝軍隊相遇時，多是採取打了就跑的戰術，或可稱為游擊戰」[7]。15世纪末，蒙古大汗达延汗统一东蒙古六万户实现“中兴”。1572年，达延汗的孙子俺答汗率漠南蒙古右翼土默特部驻扎河套，建“库库和屯”城（今呼和浩特旧城），从此土默特部从草原游牧过渡到定居生活。俺答封贡后被奉为“顺义王”。明政府于万历年间赐汉名“归化”，意思是令少数民族归顺、化一，服从明朝廷的统治。
- 明朝初年在蒙古高原东南部的兀良哈三卫、甘肃北部和哈密一带先后设置了蒙古卫所20多处，各卫所长官由蒙古封建领主担任[8]。后沿明长城设置「九边」，重兵防御蒙古各部的袭扰。

## 清帝國統治時期
- 后金时期，蒙古大汗林丹汗所在的察哈尔部被皇太极征服。清代蒙古大多属于扎薩克世袭统治的外藩蒙古，外藩蒙古又分为內札薩克蒙古成为今内蒙古自治区的主体部分。因布尔尼反清失败，八旗察哈尔被分为设官治理的內屬蒙古。清代后期的官方文书中出现了内蒙古和外蒙古的概念。内蒙古一词指内札萨克49旗，外蒙古则指喀尔喀4部（有时也包括科布多和唐努乌梁海）。
- 清朝統治者在鄰近的內蒙古比在遙遠的外蒙古更能有效地貫徹他們的意志。為了實際目的，內蒙古多少被視為中國「內地」[7]。当时漠南蒙古没有统一的行政区划，内札萨克49旗分属于6个盟。清雍正十三年（1735年）至乾隆四年在呼和浩特市东部新建军事驻防城，命名为“绥远城”，后将“归化”、“绥远”两城合并为归化县。
- 開始，限制漢人與蒙古人混雜是滿清邊疆政策分化抗衡以確保其霸權的一部分。但到了二十世紀初，當滿人更加認同漢人中國的利益即其自身利益時，政策有了重大轉變，除了取消禁止通婚的法令外，開始鼓勵漢人移居邊疆地區，包括內外蒙古。鼓勵漢人移民的政策也是為了反制當時俄國人為追求經濟繁榮而在內蒙古東部的殖民[7]。

## 中華民國統治時期
- 清亡之后喀尔喀蒙古走向独立，而内蒙古则在中华民国北洋政府的统治下，1913年起分属于若干「特别区域」。随着「放垦蒙地」等活动，矛盾激增，出现陶克陶胡、嘎达梅林等人领导的以维护蒙古牧民利益为目的的武装斗争，关内汉人通过走西口、闯关东等方式大量进入内蒙古地区，“人口上蒙古人口早被汉人移民淹没了”[7]。1928年，国民政府成立绥远省、热河省、察哈尔省、宁夏省等。
- 抗日战争期间，漠南蒙古的一部分地区曾被日本軍占领，德王为首的群體与大日本帝国合作，成立“蒙疆聯合自治政府”等机构，管理内蒙古部分地区。日本人将归绥市改为“厚和特别市”。日本战败后，复称归绥市。抗日战争结束后，在原满洲国行政区的基础上成立兴安省、遼北省，后组成东蒙古自治政府。

## 中華人民共和國統治時期
- 1947年4月23日，在王爷庙（今乌兰浩特市）举行内蒙古人民代表会议，来自内蒙古大部分盟旗的蒙古、达斡尔、鄂温克、汉、满、回、朝鲜等各民族代表393人出席会议。会议通过决议，成立了内蒙古自治政府，选举乌兰夫为自治政府主席。会议决定5月1日为内蒙古自治政府成立纪念日，包含了当时的察哈尔省、兴安省以及宁夏省、热河省、黑龙江省和綏遠省的部份地区。
- 1954年，内蒙古自治区人民政府迁到归绥市，并改称呼和浩特市，定为内蒙古自治区首府。同年宁夏省撤销，北部的「阿拉善和碩特特別旗」與「額濟納舊土爾扈特特別旗」（即現在的阿拉善盟）歸入内蒙古自治区，宁夏其余部分并入甘肃省。[9]
- 1955年，撤销热河省。赤峰、烏丹、寧城3縣及敖漢旗、喀喇沁旗、翁牛特旗（原翁牛特蒙古族自治旗改設）3旗劃歸內蒙古自治區昭烏達盟。
- 内蒙古自治区现辖9地级市，3盟，共计21市辖区，11县级市，17县，49旗，3自治旗，首府呼和浩特市。现今的内蒙古自治区蒙古族人口约有430萬，占中国蒙古族的大部分，全球蒙古族的一半以上。
- 2012年11月中共十八届一中全会召开，习近平当选中共中央总书记后，纪检监察工作揭出内蒙古政界诸多腐败问题。自中共十八大至2018年10月底，内蒙古已有6位省部级高官因涉嫌违反党纪国法而遭到调查[註 1]。[12]
- 2000年后，中国政府提出振興東北老工業基地的政策，位于内蒙古东部的呼伦贝尔市、兴安盟、通辽市和赤峰市四盟市被正式纳入到振兴东北老工业基地总体规划。
- 2020年9月份，内蒙古自治区将数门小學核心课程改为汉语授课，此举被批評将边缘化蒙古语言文字。[13]

### 內人黨事件
- 文化大革命中，内蒙古革命委员会主任滕海清在中共中央授意下，于内蒙古发起的肃反运动，通过刑讯逼供，将数十万人打成内蒙古人民党（简称内人党），其中有数以万计的人遭迫害致死，受害者大部分是蒙古族。史称内人党事件。后在华国锋主席任期内，受到迫害的内蒙古受害者得到平反。